# Microstoma floccosum
Microstoma floccosum är en svampart som först beskrevs av Ludwig David von Schweinitz, och fick sitt nu gällande namn av Raitv. 1965. Microstoma floccosum ingår i släktet Microstoma och familjen Sarcoscyphaceae.   Inga underarter finns listade i Catalogue of Life.

## Källor

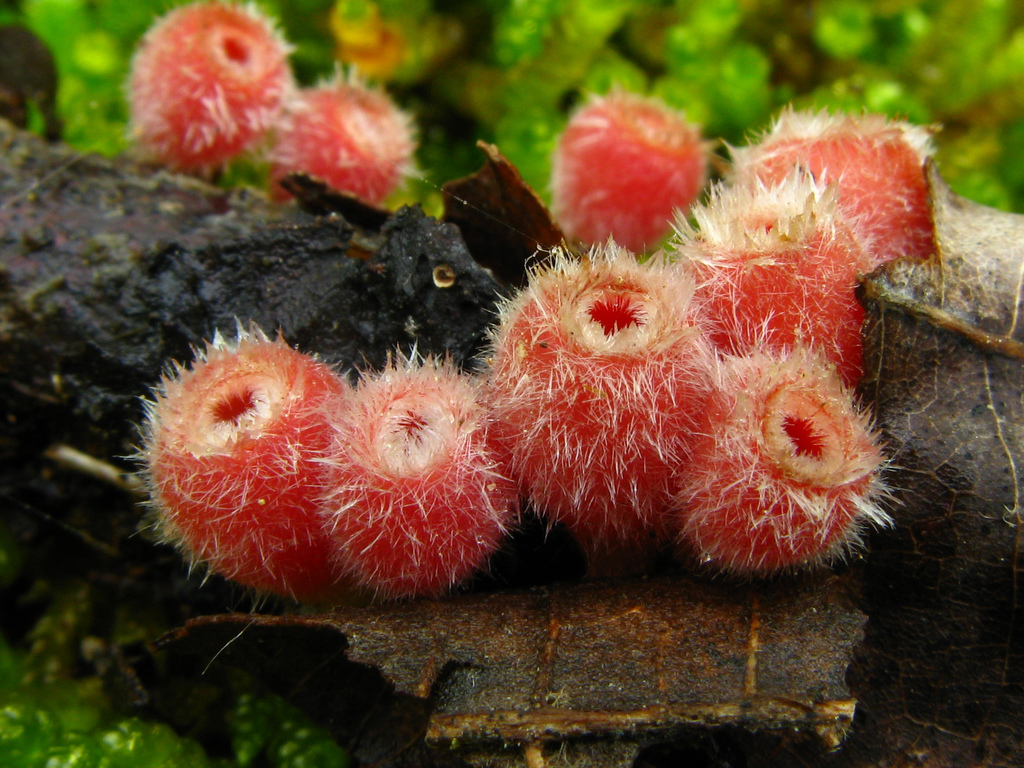
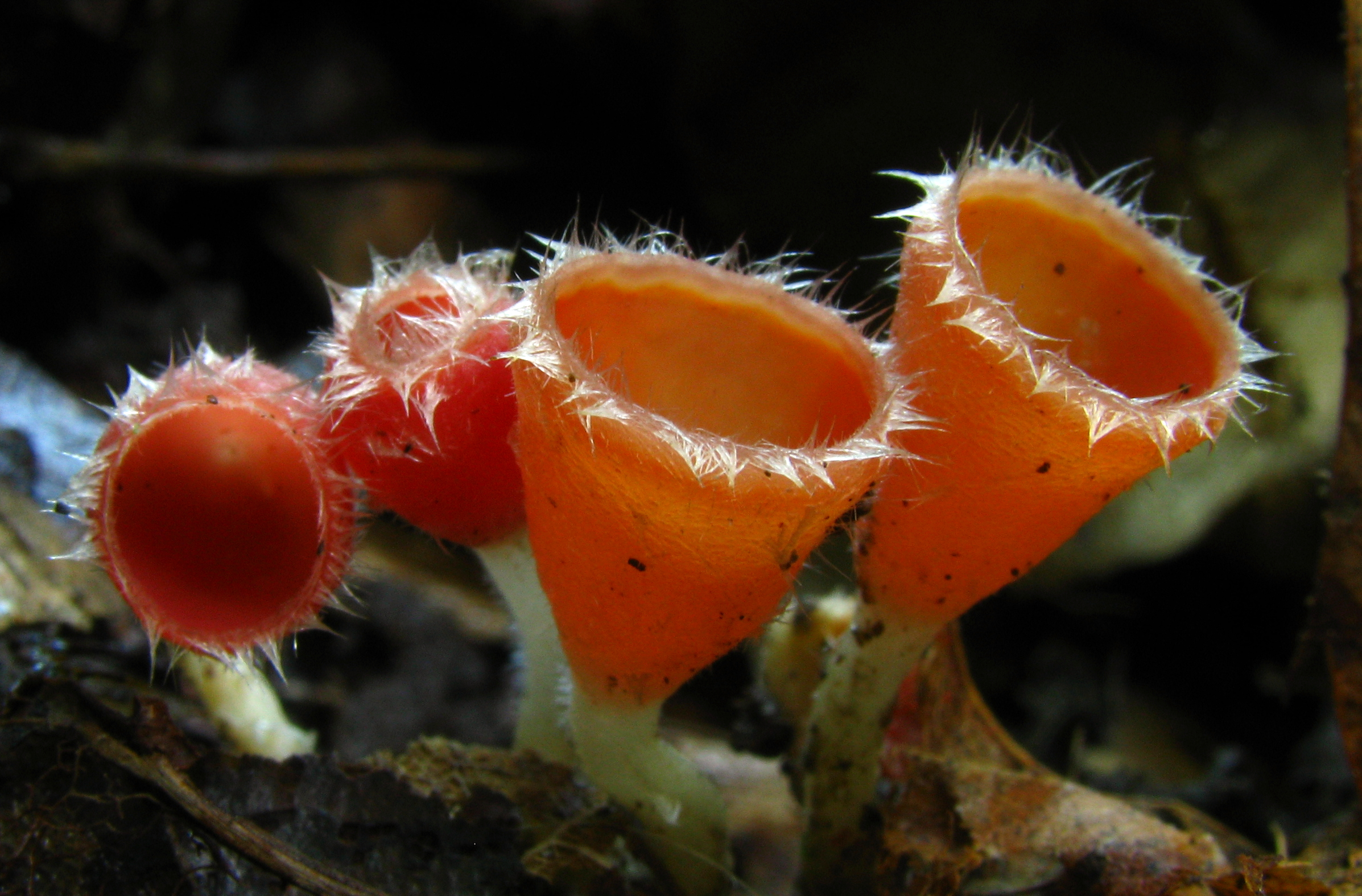
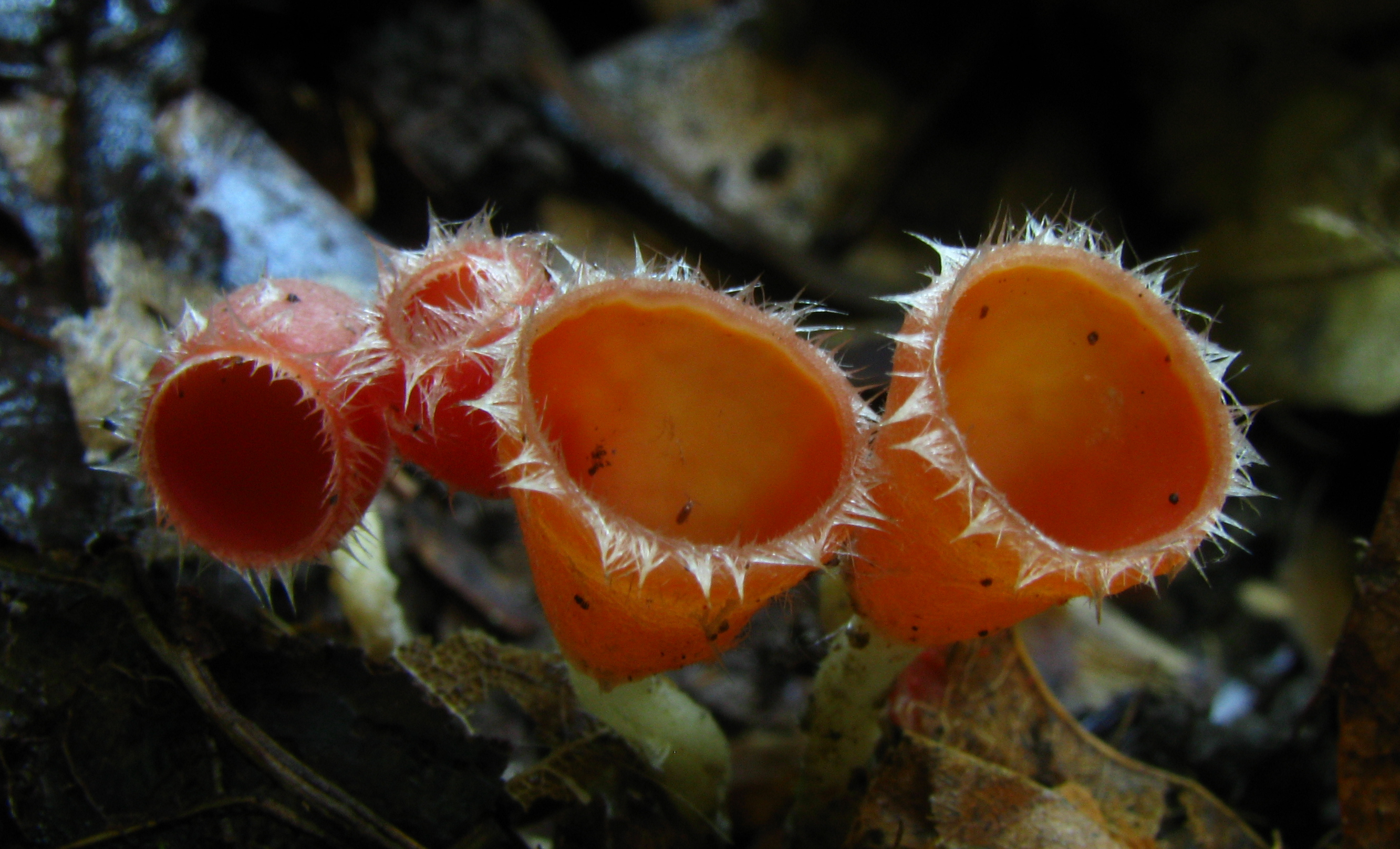
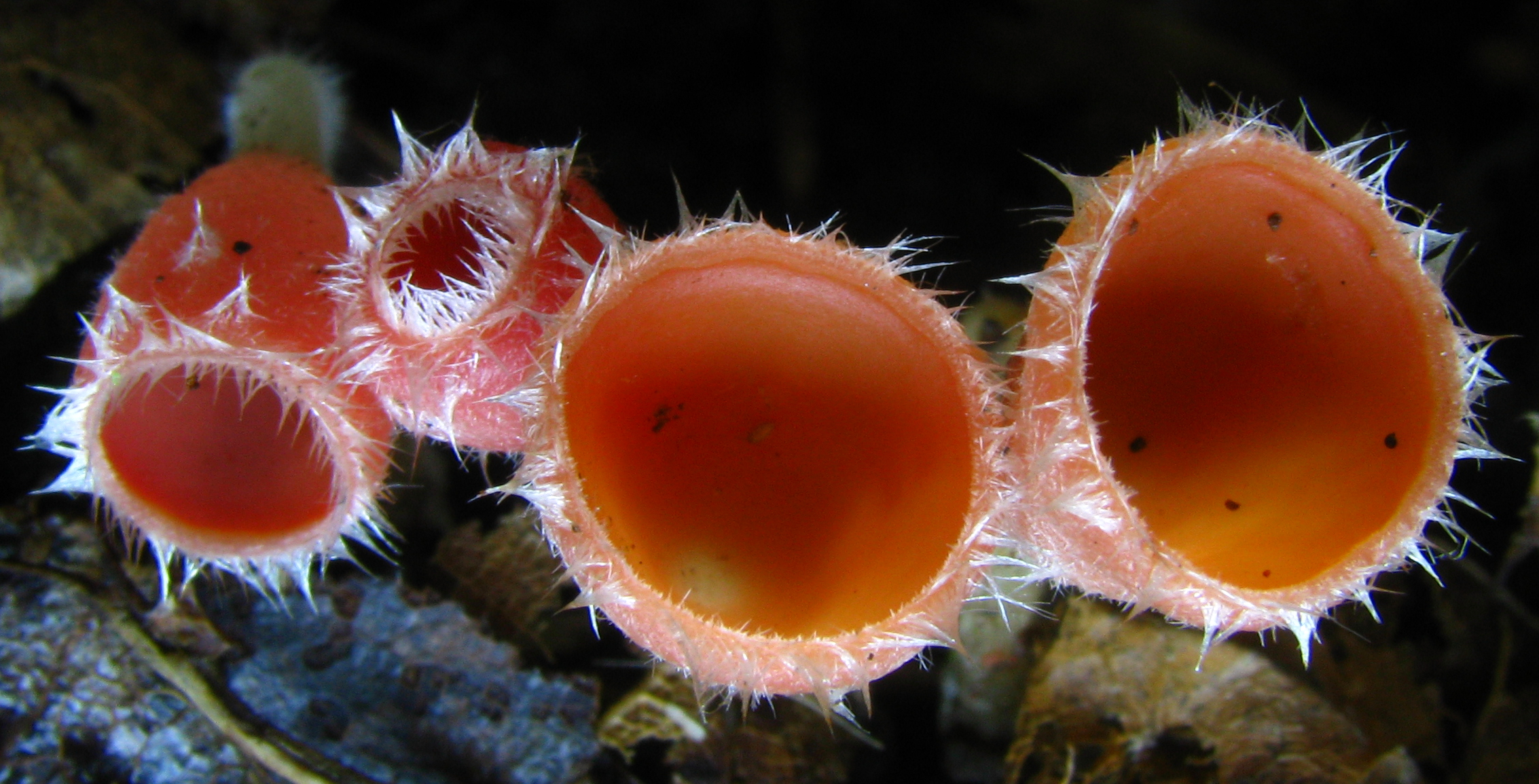